# NGC 4341
NGC 4341 is een balkspiraalstelsel in het sterrenbeeld Maagd. Het hemelobject werd op 13 april 1784 ontdekt door de Duits-Britse astronoom William Herschel.

## Synoniemen
- IC 3260
- UGC 7472
- MCG 1-32-42
- ZWG 42.76
- VCC 672
- PGC 40280